# Salas d'Èrs
Salas d'Èrs (en francès Salles-sur-l'Hers) és un municipi de França de la regió d'Occitània, al departament de l'Aude